# La Scala (San Miniato)
La Scala è una frazione del comune italiano di San Miniato, nella provincia di Pisa, in Toscana.

## Geografia fisica
Il borgo della Scala è situato nel Valdarno inferiore, alle pendici della collina di San Miniato, a circa 2 km dal centro comunale, lungo la strada statale 67 Tosco-Romagnola. Il paese è situato ad un quadrivio che conduce a San Miniato, Isola, Ponte a Elsa e San Miniato Basso.

## Storia
Paese sorto in epoca medievale, era noto con il nome di Posta della Scala in quanto fu da sempre luogo di sosta e ricovero per i viandanti per Pisa, Livorno e Firenze, e per la vicina via Francigena. Il nome deriva dalla presenza di un'osteria e ricovero alle dipendenze dell'Ospedale di Santa Maria della Scala di Siena. La località è ricordata sin dal 1194 per la vicina chiesa di San Pietro alle Fonti. Negli anni del secondo dopoguerra, la località ha conosciuto una forte espansione urbana. 

## Monumenti e luoghi d'interesse

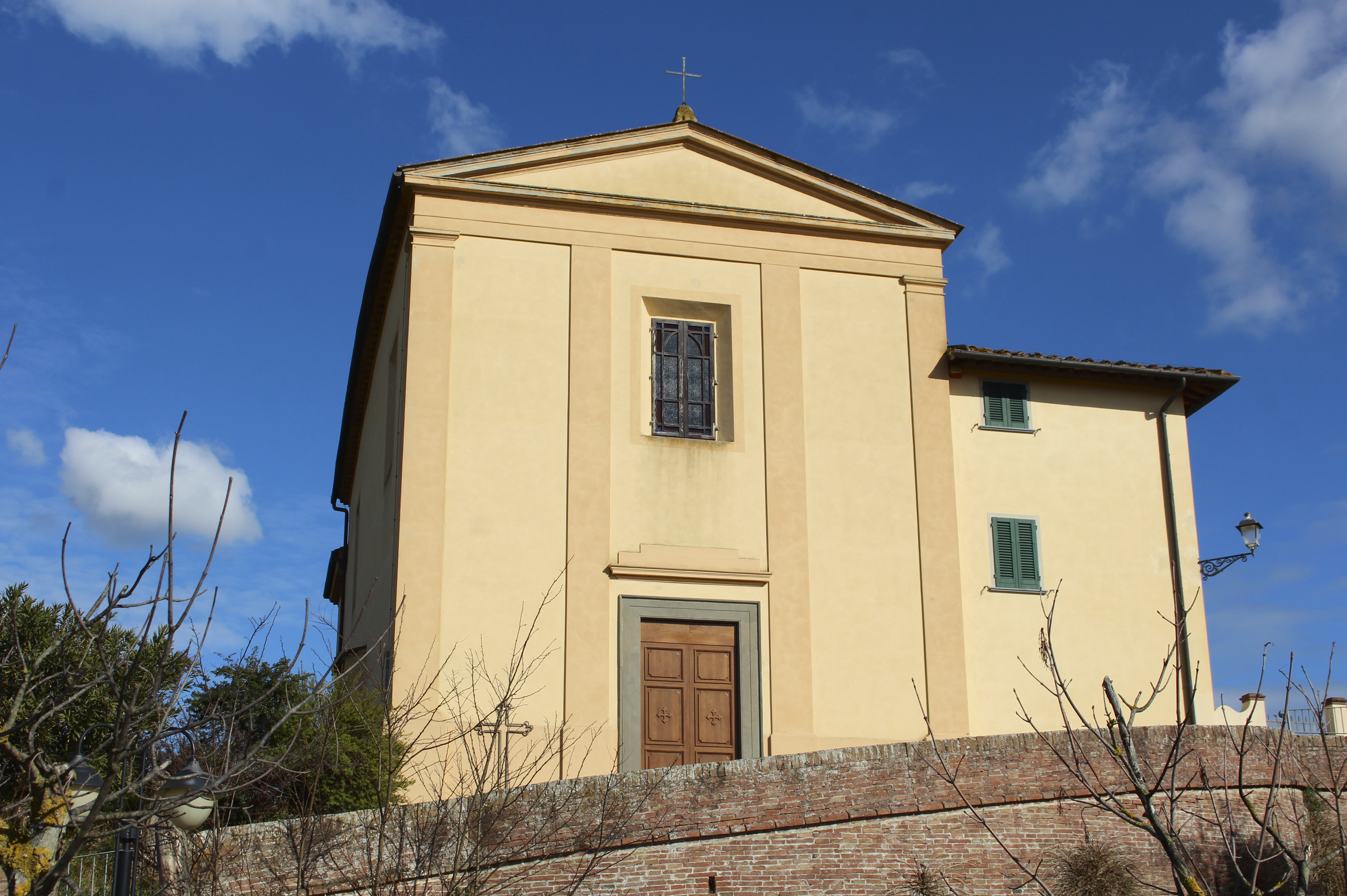
La chiesa di San Pietro alle Fonti

- Chiesa di San Pietro alle Fonti, antica chiesa ricordata nella bolla papale di Celestino III del 1194, è situata nei pressi del paese ed è stata recentemente rastaurata.

## Sport
A La Scala ha avuto origine la CF Scalese, società di calcio femminile.